# 6221 Ducentesima
6221 Ducentesima (1980 GO) là một tiểu hành tinh vành đai chính được phát hiện ngày 13 tháng 4 năm 1980 bởi A. Mrkos ở Klet.